# Sông Gâm

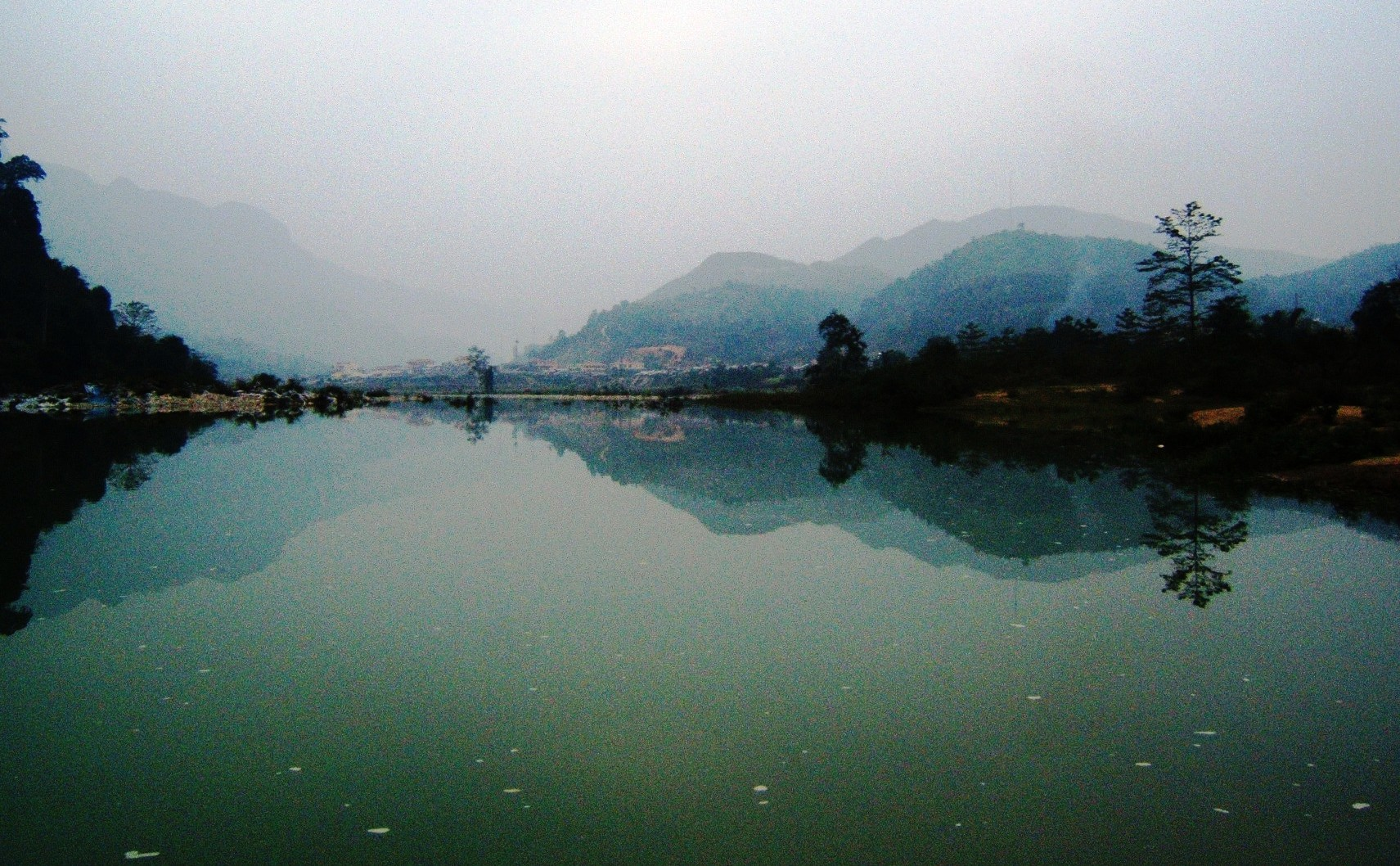

Sông Gâm, còn gọi là sông Gầm, là một phụ lưu của sông Lô bắt nguồn từ Quảng Tây, Trung Quốc chảy vào miền bắc Việt Nam .
Tại Trung Quốc sông có tên Bách Nam Hà (Bai Nan He - 百南河).

## Dòng chảy
Bách Nam Hà bắt nguồn từ Quảng Tây, Trung Quốc, theo nhánh dài nhất chừng 50 km, chảy theo hướng tây nam 
Từ đoạn chảy vào Việt Nam ở địa phận xã biên giới Cô Ba, huyện Bảo Lạc tỉnh Cao Bằng thì có tên Sông Gâm. Thị trấn Bảo Lạc nằm ở tả ngạn sông, tạo thành cảnh quan thơ mộng. Sông Gâm quanh co chảy qua địa giới tỉnh Hà Giang trước khi chảy vào tỉnh Tuyên Quang.
Sông Gâm đổ vào sông Lô tại giáp ranh giữa xã Tân Long, xã Phúc Ninh và thị trấn Yên Sơn huyện Yên Sơn, cách thành phố Tuyên Quang 10 km về phía bắc.

## Các phụ lưu
Các phụ lưu quan trọng từ thượng nguồn trở xuống.
- Sông Neo bắt nguồn từ xã Đình Phùng, Bảo Lạc, chảy theo hướng bắc, đổ vào sông Gâm ở thị trấn Bảo Lạc [3].
- Sông Nho Quế từ Lũng Cú, điểm cực Bắc nước Việt Nam, chảy đến Nà Phòng xã Lý Bôn thì đổ vào sông Gâm, lòng sông bắt đầu rộng ra [3].
- Nậm Mạ bắt nguồn từ thung lũng xã Tùng Bá, huyện Vị Xuyên, chảy theo hường đông nam, đổ vào sông Gâm ở xã Thượng Tân huyện Bắc Mê, đều trong tỉnh Hà Giang.
- Sông Năng dẫn nước từ Hồ Ba Bể bên tỉnh Bắc Kạn đổ vào sông Gâm ở xã Sơn Phú, huyện Na Hang, bên trên đập của Thủy điện Tuyên Quang gần 2 km.
- Một phụ lưu khác là một sông có nhiều tên, bắt nguồn từ núi Khau Den xã Liên Hiệp, Bắc Quang, Hà Giang với tên Ngòi Ba, và từ xã Tân Mỹ, Chiêm Hóa, Tuyên Quang thì có tên Ngòi Quang, đổ vào sông Gâm ở thị trấn Vĩnh Lộc, Chiêm Hóa.

## Thủy điện
Thủy điện Yên sơn có công suất lắp máy là 90Mw, đang trong quá trình xây dựng, dự kiến quý 4 năm 2020 hoàn thành, nằm tại xã Quý Quân, Yên Sơn, Tuyên Quang. Thủy điện Yên Sơn là thủy điện cuối cùng trên hệ thống bậc thang thủy điện trên sông Gâm.
Thủy điện Chiêm Hóa công suất 48Mw, hoàn thành năm 2012, trên sông Gâm tại xã Ngọc Hội, Chiêm Hóa, là thủy điện cột nước thấp.
Thủy điện Tuyên Quang hay "thủy điện Na Hang" có công suất 342 MW, là công trình lớn, đặt trên dòng chính sông Gâm, ở xã Vĩnh Yên và thị trấn Nà Hang, tỉnh Tuyên Quang . 22°21′47″B 105°23′53″Đ / 22,36306°B 105,39806°Đ
Thủy điện Bắc Mê công suất 45 MW, dự kiến thi công 2014 đến 2017. Đây là bậc thang thứ 5 trong quy hoạch sông Gâm, tại địa phận các xã Yên Phong và Phú Nam, huyện Bắc Mê, tỉnh Hà Giang, cách thị trấn Bắc Mê mới khoảng 7 km về phía thượng lưu sông Gâm .
22°45′37″B 105°25′43″Đ / 22,76028°B 105,42861°Đ
Thủy điện Bảo Lâm 1 công suất 30 MW, năm 2015 đang xây dựng trên sông Gâm tại xã Lý Bôn, huyện Bảo Lâm, tỉnh Cao Bằng. Tuyến công trình nằm sau điểm hợp lưu của sông Nho Quế với sông Gâm và nằm ở thượng lưu cầu Lý Bôn 500 mét .22°50′19″B 105°29′22″Đ / 22,83861°B 105,48944°Đ

### Trên các phụ lưu
Trên các phụ lưu có các thủy điện nhỏ hơn.
Trên sông Nho Quế có nhóm Thủy điện Nho Quế với 3 bậc là 1, 2, 3 .
Thuộc nhóm Thủy điện Bảo Lâm trên sông Nho Quế các công trình: 
- Bảo Lâm 3 công suất 46 MW, tại hai xã Đức Hạnh, huyện Bảo Lâm, tỉnh Cao Bằng và xã Niêm Tòng, huyện Mèo Vạc, tỉnh Hà Giang, thời gian thực hiện: 2015 – 2017 [10].
- Bảo Lâm 3A công suất 8 MW, tại xã Đức Hạnh và Lý Bôn huyện Bảo Lâm, tỉnh Cao Bằng, thời gian thực hiện: 2016 – 2018 [11].

Trên Nậm Mạ có Thủy điện Nậm Mạ 1 ở suối Ba Tiên xã Tùng Bá, huyện Vị Xuyên khởi công xây dựng 3/2016 .
Trên sông Năng thì thủy điện sông Năng đang bị phản đối .

## Chỉ dẫn
1. ↑  Trên Google Maps thì tại Trung Quốc đoạn sông vào Việt Nam ghi là "Bainanxiang" dài cỡ 8 km, là hợp lưu của 3 sông là: nhánh tây bắc "Baishengxiang", nhánh đông bắc "Delongxiang", nhánh đông nam "Baihexiang".